# Cicely Mary Barker
Cicely Mary Barker (Croydon, 28 giugno 1895 – Ospedale di Worthing, 16 febbraio 1973) è stata un'illustratrice inglese.
Divenne celebre come autrice di una fiabesca collezione, divenuta iconica, di soggetti raffiguranti creature incantate circondate da fiori ("Flower Fairies"; "le fate floreali").
Avviò la sua formazione artistica e professionale già durante l'adolescenza, seguendo corsi per corrispondenza e istruendosi presso la Croydon School of Art. Il suo primo lavoro includeva biglietti di auguri e immagini per riviste giovanili, poi il suo primo libro (Flower Fairies of the Spring), fu pubblicato nel 1923. Da essa trassero ispirazione varî artisti ed editori che nei decenni successivi pubblicarono libri simili ai suoi.
Barker era una devota anglicana e per questo donò spesso i suoi lavori per raccolte fondi cristiane e organizzazioni missionarie. Realizzò alcuni libri a tema cristiano come The Children's Book of Hymns e, in collaborazione con sua sorella Dorothy, He Leadeth Me. Disegnò una vetrata per la chiesa di Sant'Edmondo, a Pitlake, e il suo dipinto del Cristo Bambino: The Darling of the World Has Come, fu acquistato dalla Regina Maria.
Barker era abile a utilizzare varie tecniche coloristiche come l'acquerello, la penna e l'inchiostro, olî, e pastelli. Kate Greenaway e i Preraffaelliti furono le principali influenze della sua vita professionale. All'epoca affermò di dipingere istintivamente e di rifiutare le teorie artistiche. Barker morì nel 1973. Sebbene avesse all'attivo diverse pubblicazioni sulle "fate dei fiori" (Flower Fairies) con temi primaverili, estivi e autunnali, fu solo nel 1985 che una raccolta invernale fu assemblata, dai sui progetti e disegni rimanenti, e pubblicata postuma.

## Biografia

### Primi anni
Nacque come seconda e ultimogenita da Walter Barker (socio presso un'attività di fornitura di sementi, e un artista dilettante), e sua moglie Mary Eleanor (Oswald) Barker, il 28 giugno 1895, a casa loro, presso il civico 66 di Waddon Road, a Croydon. Durante l'infanzia la Barker soffriva di epilessia, ragion per cui non poteva andare a scuola, e i suoi genitori si curavano di lei nella casa natale. In seguito, fu sua sorella maggiore (di due anni), Dorothy Oswald Barker, a proseguire le cure. La sua famiglia era borghese (costituita da quattro persone), e moderatamente prospera. Furono assunti una tata, un'istitutrice, e un cuoco per preparare pasti speciali per la Barker. Trascorreva molto tempo a letto a casa divertendosi con libri sulla pittura, e una biblioteca per bambini che includeva le opere di Kate Greenaway e Randolph Caldecott – due artisti che esercitarono una forte influenza sulla sua arte.

### Formazione artistica e prime opere professionali
Barker seguì corsi d'arte per corrispondenza, probabilmente fino al 1919 circa. Nel 1908, a 13 anni, entrò in un corso serale alla Croydon School of Art e frequentò la scuola fino agli anni '40. Col tempo, ottenne un posto di insegnante.
Nel 1911, la Raphael Tuck & Sons acquistò quattro dei "piccoli disegni" della Barker per mezza sovrana, e li pubblicò come cartoline. Nell'ottobre del 1911 vinse il secondo premio al concorso artistico dei manifesti della Croydon Art Society, e poco dopo fu eletta membro più giovane della Società. Il critico d'arte del Croydon Advertiser osservò che: «i disegni mostrano una notevole libertà di spirito. È una chiara promessa».
Dopo la morte di suo padre, avvenuta nel giugno 1912, la diciassettenne Barker ha presentato lavori d'arte e poesia a My Magazine, Child’s Own, Leading Strings e Raphael Tuck Annuals, per provare a sostenere economicamente sia sua madre che sua sorella. Sua sorella Dorothy insegnò all'asilo in due scuole private prima di aprire un asilo privato a casa. Tutt'e due così lavorano per il mantenimento della famiglia mentre si occupavano della casa.

### Flower Fairies of the Spring, 1923
Le fate diventarono un tema popolare nell'arte e nella letteratura all'inizio del XX secolo in seguito all'uscita di The Coming of the Fairies di Sir Arthur Conan Doyle, Peter Pan di J. M. Barrie, e l'opera a tema fiabesco dell'australiana Ida Rentoul Outhwaite. La Regina Maria rese queste tematiche fantasiose ancor più popolari inviando cartoline della Outhwaite agli amici durante gli anni '20. Nel 1918, la Barker produsse una serie di cartoline raffiguranti elfi e fate.
Nel 1923, la Barker inviò i suoi dipinti sulle fate dei fiori a varî editori. La casa editrice Blackie (John Blackie & Son) pagò £ 25 per acquisire 24 tavole provviste di versi d'accompagnamento, ma fu solo con la pubblicazione de Flower Fairies of the Summer ("Fate dei fiori dell'estate"), nel 1925, che la Barker ricevette i diritti d'autore per il suo lavoro. Mary Violet Clayton Calthrop, moglie dell'autore Dion Clayton Calthrop, scrisse e recensì, nell'aprile del 1925, su Barker e l'opera Flower Fairies of the Spring ("Fate dei fiori della primavera"): «Ha un gusto così squisito, oltre alla bravura per il disegno».

### A Waldron
Nel 1924, la famiglia si trasferì in una casa vittoriana bifamiliare (su quattro livelli) al 23 del quartiere-complesso di Waldron (Croydon). Barker costruì ed elaborò uno studio nel giardino, mentre sua sorella diresse un asilo nido in una stanza sul retro della casa. La famiglia viveva in modo frugale e frequentava la Saint Edmund e la Saint Andrew (sempre a Croydon), chiese  per i meno privilegiati. Barker a volte incorporava i ritratti che realizzava, dei suoi compagni parrocchiani, nelle sue opere religiose. Venne descritta dal canonico Ingram Hill come «uno dei pilastri» della comunità di Saint Andrew.
I bambini dell'asilo funsero da modelli per le Flower Fairies ("Le fate dei fiori") fino alla sua chiusura nel 1940. In un'intervista del 1958, Barker dichiarò: «Mia sorella gestiva un asilo e prendevo i suoi studenti come modelli. Per molti anni, intorno a me, ho vissuto in un'atmosfera infantile – non l'ho mai dimenticato». Ha dipinto anche i ritratti dei figli dei parenti e Gladys Tidy, la giovane governante dei Barker, che ha posato per Primrose Fairy ("La fata della primula") nel 1923. Le piante erano dipinte dal vero e se un esemplare non era a portata di mano, lo staff di Kew Gardens le forniva gli esemplari necessari. Barker progettava e realizzava i costumi di ogni sua singola "Fata Floreale" basandosi sui fiori e sulle foglie della specifica pianta che di volta in volta, voleva ritrarre, inquadrando il soggetto (una delle "fate" in questione) con un oggetto (un tipo di fiore, così facendo, ad esempio: "fata del Girasole"; la "fata della Margherita", etc...). I costumi erano conservati in un baule del suo studio insieme ad ali finte fatte di ramoscelli e garza. Ciascun costume veniva scomposto dopo aver completato un'illustrazione, e le parti riciclate per relizzarne altri. Si ispitò e citò spesso l'English Costume ("il costume inglese") di Dion Clayton Calthrop.

### Anni centrali
Alla fine degli anni '20, Barker iniziò a dubitare di lavorare abbastanza per la chiesa e considerò di concentrarsi esclusivamente sulle opere sacre. La famiglia e gli amici le consigliarono di continuare la sua opera in generale senza preoccuparsi di questo, continuando a disegnare sia i soggetti secolari che opere sacre, e lei, sollevata dalle risposte, seguì questi consigli.
Barker continuò a frequentare i corsi serali alla Croydon Art School tra gli anni '20 e '40, ricevendo infine anche un posto di insegnante. Svolse anche dei viaggi di studio sul disegno, ad Amberley (West Sussex), a Storrington (Sussex), nella Cornovaglia, e sulla costa meridionale della Gran Bretagna, con la famiglia e gli amici. Visitò e soggiornò con l'artista Margaret Tarrant a Gomshall (Surrey), e poi con la famiglia a Ugglebarnby, nei pressi di Whitby (North Yorkshire).
Nel 1940, la domestica dei Barker andò in pensione e Dorothy Barker chiuse la sua scuola sul retro della casa a Waldron. Continuò a vivere in casa e a prendersi cura della madre della sorella. Dorothy e Cicely-Mary collaborarono assieme per l'edizione di due libri: Our Darling’s First Book ("Il primo libro del nostro tesoro"); e l'opera a tema cristiano, He Leadeth Me ("Egli mi guida"). Nel 1954 Dorothy Barker morì di infarto. Per un po' di tempo dopo la mortte della sorella, la Barker non fu in grado di proseguire la sua arte, poiché tutte le cure della madre erano affidate a lei, ma riuscì a progettare una vetrata, in memoria di sua sorella, per la chiesa di Saint Edmund, a Pitlake.

### Ultimi giorni
La madre di Barker morì nel 1960 e, l'anno seguente, la Barker si trasferì dal 23 di Waldron, alla Duppas Avenue, sempre a Croydon. Successivamente restaurò una maisonette a Storrington, lasciatale in eredità dalla sua amica Edith Major, e la denominò Saint Andrew. Dopo essersi stabilita nella nuova residenza, la sua salute cominciò a peggiorare. Entrava e usciva dalle case di cura e di convalescenza ed era assistita da parenti e amici.
Barker morì al Worthing Hospital ("Ospedale di Worthing") il 16 febbraio 1973, all'età di 77 anni. Si tennero due funzioni religiose per il funerale: uno nella chiesa di Storrington, e uno nell'appartamento della Barker. Le sue ceneri furono sparse nel cimitero di Storrington. Nel 1989, la Frederick Warne & Company, una divisione della Penguin Books dal 1983, acquisì i diritti sull'opera delle Fate dei Fiori.

## Stile artistico
Barker lavorava principalmente ad acquerello con penna e inchiostro, ma era ugualmente abile nel grafia bianco e nero, negli olii e nei pastelli. Portava con sé un quaderno da disegno per ritrarre bambini. Una volta spiegò così il suo modo di operare: «Ho sempre cercato di dipingere istintivamente nel modo che mi viene naturale, senza alcun pensiero razionale o attenzione alle teorie artistiche».
Kate Greenaway fu una delle sue ispirazioni preferite durante l'infanzia, che influenzò la sua arte in modo significativo. I soggetti infantili di Barker indossano abiti nostalgici come fanno i figli della Greenaway, sebbene i bambini della Barker siano rappresentati meno malinconicamente, e meno formali nell'aspetto grafico, forse dovuta ai progressi della tecnologia editoriale e della stampa. Barker studiava anche la natura floreale, questa con una visione analitica. Fu amica anche della collega Margaret Tarrant. Insieme a Greenaway, anche l'illustratrice Alice Bolingbroke Woodward influì sul suo stile artistico e modo di lavorare.
Anche la Confraternita dei Preraffaelliti esercitò una forte influenza su Cicely Mary Barker, dato che ne fu appassionata durante l'intero arco la sua vita. In merito disse: «In una certa misura sono affascinata da loro, ma non seguò la loro metodologia tecnica, ma l'elaborazione della scelta dei soggetti, e il sentimento e l'atmosfera che si potevano ottenere per questo». Ammise anche una passione per i primi dipinti di John Everett Millais, e «le cose meravigliose» di Edward Burne-Jones.

### Rappresentazione dell'infanzia e dei bambini
Le bozze, i disegni e i dipinti dei ritratti ai bambini di Cicely Mary Barker, furono donati ad amici o ai genitori dei soggetti, altri assegnati a istituzioni di beneficenza ed eventi sponsorizzati dalla chiesa, o esposti da parte di varie organizzazioni artistiche. Realizzò copertine per riviste, sovraccoperte e produsse una serie di cartoline per la Raphael Tuck ed altri editori come Picturesque Children of the Allies (1915), Seaside Holidays (1918) e Shakespeare’s Boy and Girl Characters (1917, 1920). I suoi due racconti illustrati intitolati Old Rhymes for All Times (1928) e The Lord of the Rushie River (1938), che narrano di una ragazza che vive tra i cigni sulla riva di un fiume, furono recepiti favorevolmente dalla critica. Groundsel and Necklaces (1943), ambientato all'incirca nel XIX secolo, racconta di una ragazza di nome Jenny, che salva la sua famiglia dalla povertà attraverso una curiosa agenzia delle fate. La storia presenta un vecchio uomo simile al celebre personaggio di Ebenezer Scrooge (burbero protagonista del Canto di Natale), qui chiamato Mr. Petercoo, e suggerisce tonalmente una coscienza sociale dickensiana. Simon the Swan ("Simone il cigno"), inteso come seguito di Rushie River, fu delineato nel 1943 con Groundsel, ma sviluppato solo successivamente, nel 1953. Venne pubblicato come opera postuma dell'autrice, nel 1988 ma fu considerato dalla critica specializzata meno riuscito rispetto a Groundsel.

### Temi cristiani
Cicely Mary Barker era una devota cristiana, per queste reliazzò molte opere con tematiche religiosi. Pubblicò otto cartoline e cinque biglietti d'auguri dell'angelo custode per la Society for Promoting Christian Knowledge ("Società per la promozione della conoscenza cristiana"), rispettivamente nel 1916 e nel 1923. Le cartoline di Natale furono editate per la Girls' Friendly Society (nome completo: Girls’ Friendly Society in England and Wales, letteralmente "Società amica delle ragazze in Inghilterra e Galles") in un periodo di 20 anni, con i primi tre modelli, che furono venduti complessivamente in 46.500 copie, nel 1923. Un design originale per la società chiamato The Darling of the World Has Come fu acquistato dalla Regina Maria nel 1926. La “Croydon Art Society”, appese il disegno della copertina del libretto che l'artista realizzò per la Society for the Propagation of the Gospel (oggi “United Society Partners in the Gospel”), nel catalogo della mostra tenutasi nel 1919.
I libri a tema religioso includono The Children’s Book of Hymns (1929) e He Leadeth Me (1933), quest'ultimo scritto grazie alla collaborazione con la sorella, Dorothy Barker. Le principali opere religiose includono i trittici a olio, The Feeding of the Five Thousand ("L'alimentazione dei cinquemila"; 1929), per la cappella di Llandaff House, una casa per donne indigenti a Penarth, nel Galles, e The Parable of the Great Supper ("La parabola della Grande Cena"; 1934) per la Cappella di San Giorgio, a Waddon (alla periferia di Londra). La Feeding, che d'allora è ritenuta un'opera scomparsa, e ricordata sola in una fotografia in bianco e nero del 1929 che la riproduce. Nel 1941 realizza dei pannelli ad olio sul tema dei sette sacramenti per il fonte battesimale della chiesa di Saint Andrew (South Croydon). Nel 1948 e nel 1962 disegnò rotoli battesimali per la parete retraostante del fonte battesimale. Nel 1946 completò il dipinto a olio: Out of Great Tribulation ("Fuori dalla grande tribolazione", dimensione 1.2 m × 2.1 m; oppure ad unità anglofone 4 x 7 ft), per la cappella commemorativa della chiesa metodista di Norbury. Dopo la morte di sua sorella nel 1954, Barker iniziò a progettare una vetrata commemorativa a carattere policromo, raffigurante Gesù che si prepara a lavare i piedi dei suoi discepoli. La sua ultima opera a tema religioso fu installata alla chiesa di Saint Edmund di Pitlake, nel 1962.

## Opere
Cartoline
- Picturesque Children of the Allies; J. Salmon, 1916
- National Mission; Society for the Preservation of Christian Knowledge, 1916
- Shakespeare's Boy Characters; C. W. Faulkner, 1917
- Shakespeare's Girl Characters; C. W. Faulkner, 1920
- Seaside Holiday; J. Salmon, 1918, 1921
- Elves and Fairies; S. Harvey, 1918
- Guardian Angel; Society for the Preservation of Christian Knowledge, 1923
- Christmas cards; Girls' Friendly Society, 1920s, 1930s
- Christmas cards (US); Barton-Colton, 1920s, 1930s
- Beautiful Bible Pictures; Blackie, 1932

Libri
- Flower Fairies of the Spring; Blackie, 1923
- Spring Songs with Music; Blackie, 1923
- Flower Fairies of the Summer; Blackie, 1925
- Child Thoughts in Picture and Verse (da M. K. Westcott); Blackie, 1925
- Flower Fairies of the Autumn; Blackie, 1926
- Summer Songs with Music; Blackie, 1926
- The Book of the Flower Fairies; Blackie, 1927
- Autumn Songs with Music; Blackie, 1927
- Old Rhymes for All Times; Blackie, 1928
- The Children’s Book of Hymns; Blackie, 1929; rep. 1933
- Our Darling’s First Book (scritto assieme a Dorothy Barker); Blackie, 1929
- Flower Fairies of the Seasons; Blackie, 1930
- The Little Picture Hymn Book; Blackie, 1933
- Rhymes New and Old; Blackie, 1933
- A Flower Fairy Alphabet; Blackie, 1934
- A Little Book of Old Rhymes; Blackie, 1936
- He Leadeth Me (scritto in collaborazione con Dorothy Barker); Blackie, 1936
- A Little Book of Rhymes New and Old; Blackie, 1937
- The Lord of the Rushie River; Blackie, 1938
- Fairies of the Trees; Blackie, 1940; ristampato come Flower Fairies of the Trees
- When Spring Came In at the Window; Blackie, 1942
- A Child’s Garden of Verses (Robert Louis Stevenson); Blackie, 1944
- Flower Fairies of the Garden; Blackie, 1944
- Groundsel and Necklaces; Blackie, 1946; ristampato come Fairy Necklaces
- Flower Fairies of the Wayside; Blackie, 1948
- Flower Fairies of the Flowers and Trees; Blackie, 1950
- Lively Stories; Macmillan, 1954
- The Flower Fairy Picture Book; Blackie, 1955
- Lively Numbers; Macmillan, 1957
- Lively Words; Macmillan, 1961.
- The Sand, the Sea and the Sun; Gibson, 1970

Pubblicazioni postume
- Flower Fairies of the Winter; Blackie, 1985
- Simon the Swan; Blackie, 1988
- A Little Book of Prayers and Hymns; Frederick Warne, 1994
- A Flower Fairies Treasury; Frederick Warne, 1997
- Fairyopolis; Frederick Warne, 2005
- Wild Cherry Makes A Wish; (in collaborazione con Pippa Le Quesne) Frederick Warne, 2006
- How to find Flower Fairies; Frederick Warne, 2007
- Return to Fairyopolis; Frederick Warne, 2008

Copertine
- A New Epiphany; Society for the Preservation of Christian Knowledge, 1919
- 43 Annuals; Blackie, anni 1920-30

Opere religiose
- St. Cecily's Garden; 1920
- Cradle roll design; St. Edmund's, Pitlake, 1922
- Banner design; St. Mary's, Sanderstead, 1923
- The Feeding of the Five Thousand; retablo, genere di trittico d'altare, capella a Penarth (Galles); 1929
- The Parable of the Great Supper; triptych, St. George's chapel, Waddon
- The Seven Sacraments; baptismal font panels, St. Andrew's, Croydon
- St. John the Baptist; central banner panel, Abesford church, 1943
- Lettering, sword, and shield ("Lettere, spada e scudo"); con un elenco scritto sull'opera di uomini e donne in servizio nelle Forze Armate, St. Andrews, Croydon, 1943
- Rotoli battesimali; St. Andrews, Croydon, 1948, 1962
- il Fonte della chiesa di Saint Andrew, South Croydon
- Out of Great Tribulation; cappella commemorativa, Norbury Methodist Church, 1948
- I Am Among You As He That Serveth; vetrate colorate, St. Edmund's, Pitlake, 1962